# Мейпл-Валли (Вашингтон)
Мейпл-Валли (англ. Maple Valley) — город в округе Кинг в штате Вашингтон в Соединённых Штатах Америки.
По данным переписи населения 2020 года в США, население города составляло 28 013 человек.

## История
Первое документально подтвержденное свидетельство о постоянном поселении на месте, где сейчас построен город относится к 1879 году, когда в этом районе проживало три семьи европейских колонистов. Именно они, путём голосования, выбрали название поселению «Vine Maple Valley», но почтовая служба США сочла название слишком длинным и от «Vine» пришлось отказаться

## География
По данным Бюро переписи населения США, общая площадь города составляет 6,18 квадратных миль (16,01 км2), из которых 6,00 квадратных миль (15,54 км2) — это суша и 0,18 квадратных миль (0,47 км2) — водная поверхность.
Основными водоёмами в черте города являются озера Уайлдернесс, Люцерн и Рок-Крик. Река Сидар протекает через округ Кинг совсем рядом с северо-восточной границей города.